# Kefar Jona
Kefar Jona (hebr. כפר יונה; pol. Wieś Jona) – miasto położone w Dystrykcie Centralnym, w Izraelu.
Leży na równinie Szaron, w odległości 7 km na wschód od miasta Netanja, w otoczeniu miasteczka Pardesijja, moszawów Nordijja, Bet Jicchak-Sza’ar Chefer, Kefar Monash, Bet ha-Lewi, Channi’el, Burgeta, Januw, Ge’ulim i Cur Mosze, oraz wioski Gannot Hadar. Na północ od miasteczka znajduje się baza szkoleniowa Sił Obronnych Izraela zwana „Obszarem 21”.

## Historia
Tutejszą ziemię zakupiła w 1929 roku syjonistyczna grupa Zionist Committee of Belgium, której przewodziła Jean Yona Fisher, członkini Światowego Kongresu Żydowskiego. Pierwszych dziesięciu żydowskich pionietów przybyło tutaj w 1930. Przygotowali oni teren pod założenie nowej osady rolniczej oraz wykopali studnię. Dalsze prace przy zakładaniu osady zostały przerwane przez śmierć Jony Fischera.
Pracę swojej matki, podjął syn Morris Fischer. Dzięki niemu 23 stycznia 1932 powstała dzisiejsza osada, w której zamieszkali imigranci z Argentyny, Belgii i Rosji. Nową osadę nazwano na cześć Jean Jona Fisher.
Podczas wojny o niepodległość w 1948 osada znalazła się na linii frontu, a jej obrońcy musieli stawić czoła nacierającym wojskom irackim, które usiłowały w rejonie miasta Natanja przeciąć Izrael na pół. Izraelskie oddziały zdołały odeprzeć arabskie natarcie, a Kefar Jona przez długi czas była najdalej wysunięto w tym rejonie żydowską osadą na wschód. Od 1949 granica z Jordanią przebiegała w odległości 6 km na wschód od miejscowości.
Początkowo w okolicy osady znajdowały się liczne sady cytrusowe, jednak w ostatnich latach, w wyniku szybkiego rozrostu miejscowości, większość tych sadów została zamieniona w osiedla mieszkaniowe. W 1940 Kefar Jona otrzymała status samorządu lokalnego. W dniu 12 lutego 2014 roku otrzymało prawa miejskie.

## Demografia
Zgodnie z danymi Izraelskiego Centrum Danych Statystycznych w 2008 roku w mieście żyło 15,9 tys. mieszkańców, wszyscy Żydzi.
Populacja miasta pod względem wieku:
| Wiek (w latach) | Procent populacji w % |
| --------------- | --------------------- |
| 0-4             | 11,0%                 |
| 5-9             | 9,4%                  |
| 10-14           | 8,6%                  |
| 15-19           | 8,3%                  |
| 20-29           | 15,2%                 |
| 30-44           | 22,8%                 |
| 45-59           | 17,6%                 |
| ponad 60        | 7,2%                  |

Źródło danych: Central Bureau of Statistics.
Miejscowość posiada kilka osiedli mieszkaniowych: najstarszą Kefar Jona, oraz Szikun Hadash, Szikun Bet, Newe Niccanim, Bene Beitecha i Giwat Alonim.

## Edukacja
W miejscowości znajdują się 3 szkoły podstawowe (Hadar, Amal i Bar Ilan) oraz 2 szkoły średnie (Ish Shalom i Neria). Znajduje się tutaj także konserwatorium oraz centrum edukacji religijnej Chabad of Kfar Yona.

## Kultura
Miejscowość spełnia rolę centrum kulturalnego dla całej okolicy. Znajduje się tutaj amfiteatr, a przy konserwatorium jest sala koncertowa. Odbywają się w nich liczne koncerty wielu rodzajów muzyki.

## Gospodarka
Gospodarka miejscowości opiera się na intensywnym rolnictwie i sadownictwie. Wielu mieszkańców dojeżdża do pracy w pobliskich miejscowościach.

## Turystyka
Dużą tutejszą atrakcją turystyczną jest aquapark, ufundowany przez zaprzyjaźnione kanadyjskie miasto Vancouver.

## Komunikacja
Przez północną część miasteczka przebiega droga ekspresowa nr 57, którą jadąc na zachód dojeżdża się do drogi ekspresowej nr 4 oraz miasta Netanja.

## Miasta partnerskie
- Vancouver, Kanada